# Marshmello
Christopher Comstock (nascido em 19 de maio de 1992), mais conhecido profissionalmente como Marshmello, é um produtor de música eletrônica e DJ norte-americano. Suas músicas "Silence" (com Khalid), "Wolves" (com Selena Gomez), "Friends" (com Anne-Marie), "Happier" (com Bastille) e "Alone" receberam certificações multiplatina em vários países, alcançando o Top 40 da Billboard Hot 100. Seu estilo musical combina batidas orientadas para o groove, com forte uso de sintetizadores e baixos típicos da música eletrônica de dança. Marshmello também é conhecido por popularizar o future bass.
Marshmello ganhou reconhecimento no início de 2015 ao publicar remixes online. Seu primeiro álbum de estúdio, Joytime (2016), incluiu seu single comercial de estreia, "Keep It Mello". Em maio daquele ano, ele lançou "Alone" pela gravadora Monstercat, que alcançou o número 28 na Billboard Hot 100 dos EUA e recebeu certificação quintupla platina pela RIAA. Em 2017, após lançar os singles "Chasing Colors", "Twinbow" e "Moving On", Marshmello colaborou com o cantor de R&B Khalid no single "Silence", que recebeu certificações de platina ou multiplatina em oito países. Mais tarde, naquele ano, ele repetiu o sucesso com a colaboração com Selena Gomez, "Wolves".
Em 2018, Marshmello lançou "Friends", em parceria com a cantora britânica Anne-Marie. Meses depois, ele lançou seu segundo álbum de estúdio, Joytime II, com os singles "Tell Me" e "Check This Out". Em agosto daquele ano, lançou "Happier", em colaboração com a banda britânica Bastille, que se tornou sua música de maior sucesso, alcançando o segundo lugar na Billboard Hot 100. Em 2019, ele ganhou US$ 40 milhões, ficando em segundo lugar na lista dos DJs mais bem pagos da Forbes. Em 2020, ele e o rapper Juice Wrld lançaram "Come & Go", parte do álbum póstumo Legends Never Die, que igualou o sucesso de "Happier" na Billboard Hot 100. Em 2021, seu quarto álbum, Shockwave, rendeu-lhe uma indicação ao Grammy. Em 2023, Marshmello lançou seu quinto álbum, Sugar Papi, um projeto de músicas latinas que traz a participação da cantora brasileira Luísa Sonza.
Marshmello é conhecido por usar um capacete branco personalizado, em forma de marshmallow, em suas aparições públicas e videoclipes. Sua identidade era inicialmente desconhecida, mas foi confirmada pela Forbes em abril de 2017 como sendo Christopher Comstock.

## Carreira

### 2015: Começo da Carreira
Marshmello postou "WaVeZ" no SoundCloud em 2015, sua faixa foi rapidamente compartilhada por um número de artistas bem reconhecidos como Skrillex, depois de apenas alguns lançamentos, começaram a surgir notícias sobre a quantidade incomum de atenção que Marshmello recebia. A cada semana, Sonny Moore escolhe um punhado de faixas como suas favoritas da semana - ele se refere a elas como Skrillex Selects. Na semana de 5 de abril, Skrillex repostou a faixa de Marshmello "FinD Me".

### 2016: Joytime
Marshmello lançou seu álbum de estréia na manhã de sexta-feira (8 de janeiro). O set de 10 faixas, intitulado Joytime, foi lançado pelo Joytime Collective.

### 2017
Marshmello e Ookay fizeram uma colaboração para lançar a musica "Chasing Colors", depois ele colaborou com Slushii para a musica intitulada de "Twinbow". Marshmello lançou varios clipes para musicas de 2016 como "Blocks", "Take It Back", "Find Me", Em 28 de julho de 2017, Marshmello lançou uma música intitulada "LOVE U" para todos os seus fãs. Marshmello arrecadou US $ 21 milhões em 2017, com isso ele entrou para a lista de djs mais bem pagos do mundo segundo a forbes.

### 2018: Joytime II
Em janeiro de 2018, Marshmello lançou  uma colaboração com o falecido rapper Lil Peep, intitulado "Spotlight". Originalmente a musica não era para ser lançada, mas a mãe de Lil Peep pediu para lançar a musica intitulada "Spotlight".
Marshmello e Slushii fizeram outra colaboração para lançar o single "There x2".  Em 9 de fevereiro de 2018, Marshmello lançou uma colaboração com a cantora Anne-Marie intitulada "FRIENDS". Em 2 de março de 2018 Marshmello fez uma colaboração com o rapper Logic intitulada de "Everyday".
Em 4 de maio de 2018, Marshmello lançou um single com o rapper americano Juicy J e com o cantor britânico James Arthur intitulado "You Can Cry".
Em 18 de maio foi confirmado Joytime II.
Ele nasceu na Filadélfia e se mudou pra Los Angeles. 

## Discografia

### Álbuns de estúdio
- Joytime (2016)
- Joytime II (2018)
- Joytime III (2019)
- Shockwave (2021)
- Sugar Papi (2023)